# Hotel Bahía de Vigo
El Hotel Bahía de Vigo es un inmueble de la ciudad española de Vigo inaugurado en 1971. Cuenta con 17 plantas, de las cuales las diez primeras son habitaciones destinadas a la hostelería, con un total de 91 habitaciones, mientras que las siete restantes están destinadas a viviendas. Se encuentra en la calle de Cánovas del Castillo, junto al mar, donde anteriormente se encontraba la plaza de abastos de A Laxe. Es, junto con las torres del Círculo de Empresarios, el tercer edificio más alto de la ciudad, solo superado por la Ciudad de la Justicia (el antiguo Hospital Xeral) y el rascacielos de la isla de Toralla. En febrero de 2019 hubo un incendio en el edificio que obligó a desalojar a la totalidad de los huéspedes.

## Historia
En el espacio en el que se encuentra el Hotel Bahía estaba situada una plaza de abastos, la antigua plaza de abastos de A Laxe, que fue derruida para edificar el hotel. Dicho mercado, compuesto por dos plantas y construido en piedra, hierro y cristal, fue edificado en 1900, aprovechando el desnivel entre las calles Pescadería, popularmente conocida como calle de las Ostras, y Montero Ríos. Finalmente, durante el mandato del alcalde Rafael Portanet, se decidió su demolición para construir en su lugar un hotel.
El proyecto germinó a partir de un grupo de médicos que decidieron invertir en un hotel en Vigo que tuviera vistas al mar, que marcara el panorama urbano de la ciudad y que tuviera cuatro estrellas, ya que el único que contaba con tal categoría, el Hotel Continental, había sido derribado meses antes.
Durante el proceso de construcción del inmueble, cuando ya se habían empezado a levantar varias plantas, los promotores se quedaron sin fondos para finalizar el proyecto. Esto provocó la adopción de una solución mixta de uso residencial: la mitad de los pisos como hotel y la otra mitad como apartamentos que se venderían para terminar de financiar el edificio. Años después, la empresa propietaria fue recuperando algunas plantas al recomprar algunas viviendas.
La construcción comenzó el 4 de mayo de 1968, en un acto en el que se colocó la primera piedra del hotel. A dicho acto asistió representación municipal y eclesiástica, como el entonces párroco de Santa María, así como el presidente y otros miembros del consejo de administración de la empresa Lage S.A., propietaria del antiguo mercado de A Laxe y también promotora del hotel. También asistió el director de la empresa Meliá, empresa de la que formaba parte Lage S.A. El presupuesto de la obra superó los cien millones de pesetas.
Finalmente, el hotel comenzó a operar en 1970, aunque oficialmente fue inaugurado semanas después, ya en 1971.

## Arquitectura
El edificio del Hotel Bahía consta de 17 plantas, de las cuales las tres primeras están construidas en piedra, con una planta rectangular ligeramente mayor que el resto del edificio. El resto de las plantas están construidas en cemento, con una fachada cubierta por baldosas azules.